# Matthew E. Welsh
Matthew Empson Welsh, född 15 september 1912 i Detroit i Michigan, död 28 maj 1995 i Indianapolis i Indiana, var en amerikansk demokratisk politiker. Han var Indianas guvernör 1961–1965.
Welsh utexaminerades från University of Pennsylvania och avlade sedan juristexamen vid University of Chicago. Han hade suttit i båda kamrarna av Indianas lagstiftande församling innan han vann guvernörsvalet 1960. I andra världskriget hade han tjänstgjort i USA:s flotta.
Welsh efterträdde 1961 Harold W. Handley som Indianas guvernör och efterträddes 1965 av Roger D. Branigin.
Welsh var delegat till demokraternas konvent inför presidentvalet i USA 1964. Demokraterna nominerade Welsh igen i guvernörsvalet 1972 men republikanen Otis R. Bowen besegrade honom med klar marginal.